# Paramo de Pisba
Le paramo de Pisba est un paramo situé en Colombie, dans les départements de Boyacá et Casanare.

## Géographie

### Topographie
Le paramo de Pisba est situé dans la cordillère Orientale des Andes, entre 3 100 et 4 100 mètres d'altitude. Il s'étend sur 81 481 ha dans 11 municipalités des départements de Boyacá et Casanare.